# Nigusil
Nigusil (acronyme de nickel-Guzzi-silicium) est la marque d'un alliage métallique développé et breveté par Moto Guzzi. Introduit en 1979, il succède aux chemises en fonte ou chromées utilisées par le constructeur.

## Technique de fabrication
Cet alliage nickel-carbure de silicium est déposé par galvanoplastie sur les cylindres de moteurs à explosion. Il permet une diminution du coefficient de frottement de la chemise, ce qui réduit le niveau d’usure des pièces mécaniques en contact (segments, jupe des pistons) et économise l’huile.
Le traitement anti-usure des cylindres au Nigusil a été utilisé par d’autres constructeurs, tels Maserati pour la Biturbo, et plus généralement sur des moteurs de compétition.[réf. nécessaire]
Pour Moto Guzzi, le revêtement Nigusil a été une alternative au bien plus connu Nikasil (en) inventé et breveté par le fabricant d'équipement d'origine Mahle en 1966.